# Isteroscopia
L’isteroscopia è una tecnica endoscopica diagnostico-terapeutica, che permette di visualizzare direttamente la vagina, il collo dell'utero, il canale cervicale, la cavità uterina e gli orifizi tubarici.

## Procedura
L'esame viene effettuato con un isteroscopio, sottile strumento metallico del diametro di circa 4–5 mm, che per mezzo di un flusso continuo di "acqua" distende le cavità uterina permettendone la diretta visione. Nel corso degli anni, diverse sono state le modifiche alla tecnica ed agli strumenti, ad oggi, la tecnica migliore probabilmente viene effettuata a paziente sveglia, senza speculum né pinza da collo, con un isteroscopio che tramite un canale operativo permette l'inserimento di piccoli strumenti tipo pinze, forbici o elettrobisturi che consentono l'immediato trattamento e risoluzione del caso.
Attraverso una serie di avanzamenti tecnologici si è giunti ad ottenere uno strumento in grado di applicare la tecnica a tutte le pazienti in tutte le condizioni e nelle più svariate situazioni. Si tratta di una tecnica poco invasiva, ambulatoriale che permette sempre l'accesso alla cavità uterina e quindi di fare diagnosi e terapia nello stesso momento endoscopico.

## Indicazioni
Numerose e sempre più diversificate sono le applicazioni di questa tecnica. Con il progredire della tecnica, le indicazioni sono aumentate: si sono via via aggiunte tutta una serie di possibilità diagnostiche ed operative derivanti soprattutto dalla grande versatilità dello strumento. Da non effettuare in presenza di gravidanza.